# Június 4.
Június 4. az év 155. (szökőévben 156.) napja a Gergely-naptár szerint. Az évből még 210 nap van hátra.
Névnapok: Bulcsú + Tormás, Kerény, Fatima, Fatime, Ferenc, Kerubina

## Események
- 1622 – Turzó Szaniszlót Sopronban nádorrá választották.
- 1783 – II. József magyar király Nagyszebenben kiadja a jobbágy nevet és kötelezettségeket eltörlő és a személyes szabadságot biztosító rendeletét.
- 1859 – A magentai ütközetben az osztrákok vereséget szenvednek a francia-piemonti haderőtől.[1]
- 1878 – megkötik az angol-török védelmi és szövetségi egyezményt, melyben az Egyesült Királyság és Törökország megállapodnak, hogy Ciprus brit felügyelet alá kerül és cserébe az angolok segítséget ígértek a Portának Oroszország ellen ("furcsa egyezmény").
- 1916 – Első világháború: Megindul a Bruszilov-offenzíva. Az orosz hadsereg nagyerejű támadása áttöri az osztrák-magyar hadsereg frontját a Luck-Kőrösmező-Brodi-Csernowitz szakaszon.
- 1917 – a Columbia Egyetemen első alkalommal adják át a Pulitzer-díjat, melyet Pulitzer József magyar születésű amerikai újságíró alapított.
- 1920 – Versailles-ban, a Nagy-Trianon palotában aláírják az első világháborút Magyarország számára végleg lezáró és területének kétharmadát elcsatoló trianoni békeszerződést.
- 1942 – A Midway-atollnál megkezdődik a midwayi csata, amely fordulópontot hoz a második világháború Csendes-óceáni hadszínterén.
- 1989 – Pekingben, a Tiananmen téren (a Mennyei Béke Kapujának terén) a hatóságok tűzfegyvereket és páncélosokat bevetve brutálisan szétverik a diákok több napja tartó tüntetését. Nem hivatalos becslések szerint a katonaság e véres akció során 3600 polgári személyt ölt meg.
- 1989 - A szovjetunióbeli Ufa város közelében kb. 780 személy veszti életét egy robbanásos vasúti balesetben.
- 1999 - A MÁV M61-004 pályaszámú Nohab mozdonya személyvonatával Badacsonylábdihegynél baleset következtében megrongálódott, oldalára borult. Torzóját később a Közlekedési Múzeum oldalában, majd Tapolca fűtőház oldalában állították ki.
- 2002 – Felfedezik az 50000 Quaoar kisbolygót, amely a Pluto pályáján kívül kering.
- 2005 – A magyar Wikipédia eléri a 10 000. szócikket.
- 2010 – az Országgyűlés a Nemzeti összetartozás napjává nyilvánítja június 4-ét.

## Sportesemények
Formula–1
- 1967 –  holland nagydíj, Zandvoort - Győztes: Jim Clark  (Lotus Ford)
- 1972 –   belga nagydíj, Nivelles - Győztes: Emerson Fittipaldi  (Lotus Ford)
- 1978 –   spanyol nagydíj, Jarama - Győztes: Mario Andretti  (Lotus Ford)
- 1989 –   amerikai nagydíj, Phoenix - Győztes: Alain Prost  (McLaren Honda)
- 2000 –   monacói nagydíj, Monte Carlo - Győztes: David Coulthard  (McLaren Mercedes)

## Születések
- 1738 – III. György brit király († 1820)
- 1741 – Rájnis József magyar költő, bölcseleti és teológiai doktor, tanár, műfordító († 1812)
- 1745 – Mitterpacher Dániel Antal római katolikus püspök († 1823)
- 1789 – Friedrich Boie német ornitológus, herpetológus († 1870)
- 1862 – Jekelfalussy Zoltán a Monarchia utolsó fiumei kormányzója († 1945)
- 1867 – Carl Gustaf Emil von Mannerheim finn marsall, politikus, hadvezér a második világháború idején († 1951)
- 1868 – Nékám Lajos magyar orvosdoktor, egyetemi magántanár († 1957)
- 1869 – Tragor Ignác jogász, takarékpénztári igazgató, helytörténeti író († 1941)
- 1877 – Heinrich Otto Wieland Nobel-díjas német kémikus († 1957)
- 1878 – Maurice René Fréchet francia matematikus, munkássága elsősorban a topológiához és a függvények elméletéhez kapcsolódik († 1973)
- 1894 – Gabriel Pascal erdélyi magyar szárm. amerikai színész, filmrendező, producer, forgatókönyvíró († 1954)
- 1895 – Dino Grandi olasz fasiszta politikus, diplomata, külügyminiszter († 1988)
- 1902 – Illés Endre kétszeres Kossuth-díjas magyar író († 1986)
- 1912 – Kenneth Evans (Kenneth Douglas Evans) brit autóversenyző († 1985)
- 1918 – Vereczkey Zoltán magyar színész, író († 2004)
- 1921 – Ettore Chimeri venezualai autóversenyző († 1960)
- 1925 – Harag György erdélyi magyar színész, rendező († 1985)
- 1930 – Horváth Ádám Kossuth-, Erkel Ferenc- és Balázs Béla-díjas magyar tévérendező, egyetemi tanár, a Gaudiopolisban kikiáltott Gyermekköztársaság első kultuszminisztere, érdemes és kiváló művész, a Magyar Televízió örökös tagja († 2019)
- 1930 – Viktor Tyihonov orosz jégkorongozó († 2014)
- 1935 – Balla Miklós magyar színész († 2022)
- 1940 – Kozma Imre római katolikus pap, a Magyar Máltai Szeretetszolgálat alapítója és elnöke († 2024)
- 1942 – Béres Ilona Kossuth-díjas magyar színésznő, kiváló művész, a nemzet művésze
- 1946 – Halmos Béla magyar Széchenyi-díjas népzenész, népzenekutató, hegedűtanár  († 2013)
- 1947 – Viktor Klima osztrák politikus, az SPÖ elnöke, 1997–2000 szövetségi kancellár
- 1948 – Paquito D’Rivera kubai zenész, szaxofonos és klarinétos
- 1952 – Lempert László magyar–amerikai matematikus
- 1961 – Gyurcsány Ferenc közgazdász, politikus, a Magyar Köztársaság volt miniszterelnöke
- 1966 – Cecilia Bartoli olasz opera-énekesnő (mezzoszoprán)
- 1968 – Komóczi Mihály magyar klinikai szakpszichológus, igazságügyi szakértő
- 1971 – Noah Wyle amerikai filmszínész („Vészhelyzet” c. sorozat)
- 1972 – Kolonics György olimpiai- és világbajnok magyar kenus († 2008)
- 1972 – Orosz Róbert színész
- 1972 – Szabó T. Anna magyar költő, műfordító
- 1975 – Angelina Jolie amerikai színésznő
- 1976 – Alekszej Navalnij orosz politikus, ellenzéki vezető († 2024)
- 1978 – Válóczy Szilvia magyar költő, író
- 1978 – Josh McDermitt amerikai színész, komikus
- 1984 – Mohácsi Norbert magyar színész
- 1985 – Lukas Podolski német válogatott labdarúgó
- 1986 – Pak Jucshon dél-koreai színész
- 1986 – Shane Kippel kanadai színész
- 1998 – Gyökeres Viktor magyar származású svéd válogatott labdarúgó
- 2012 – Vivien Lyra Blair amerikai gyerekszínész

## Halálozások
- 1708 – Brajkovics Márton magyar katolikus főpap (* 1664 k.)
- 1798 – Giacomo Girolamo Casanova velencei író, kalandor (* 1725)
- 1876 – Abdul-Aziz az Oszmán Birodalom 33. szultánja (* 1830)
- 1922 – Hermann Alexander Diels német klasszika-filológus tudós (* 1848)
- 1946 – Simonyi-Semadam Sándor magyar politikus, ügyvéd, miniszterelnök (* 1864)
- 1951 – Szergej Alekszandrovics Kuszevickij orosz-amerikai nagybőgős és karmester (* 1874)
- 1965 – Lengyel Géza botanikus, agrobotanikus, az MTA tagja (* 1884)
- 1973 – Maurice René Fréchet francia matematikus (* 1878)
- 1976 – Latinovits Zoltán Kossuth-díjas magyar színművész (* 1931)
- 1977 – Kovács Margit magyar keramikusművész (* 1902)
- 1996 – Ivánka Csaba színész, rendező, zeneszerző, szövegíró, énekes (* 1948)
- 2001 – Dipendra nepáli király a Shah-dinasztia tagja (* 1971)
- 2002 – Fernando Belaúnde Terry politikus, Peru elnöke  (* 1912)
- 2004 – Faragó Vera magyar színésznő (* 1937)
- 2004 – Nino Manfredi olasz színész (* 1921)
- 2008 – Agata Mróz-Olszewska lengyel röplabdázó (* 1982)
- 2012 – Eduard Anatoljevics Hil orosz énekes (* 1934)
- 2014 – Chester Nez második világháborús amerikai katona, navahó kódbeszélő (* 1921)
- 2022 – Moldova György Kossuth- és kétszeres József Attila-díjas, magyar író (* 1934)

## Nemzeti ünnepek, emléknapok, világnapok
- A nemzeti összetartozás napja 2010 óta
- A trianoni békeszerződés aláírásának évfordulója, a magyar fájdalom napja
- Az erőszak ártatlan gyermekáldozatainak világnapja 1982 óta.
- Tonga nemzeti ünnepe